# Raimundo de Madrazo

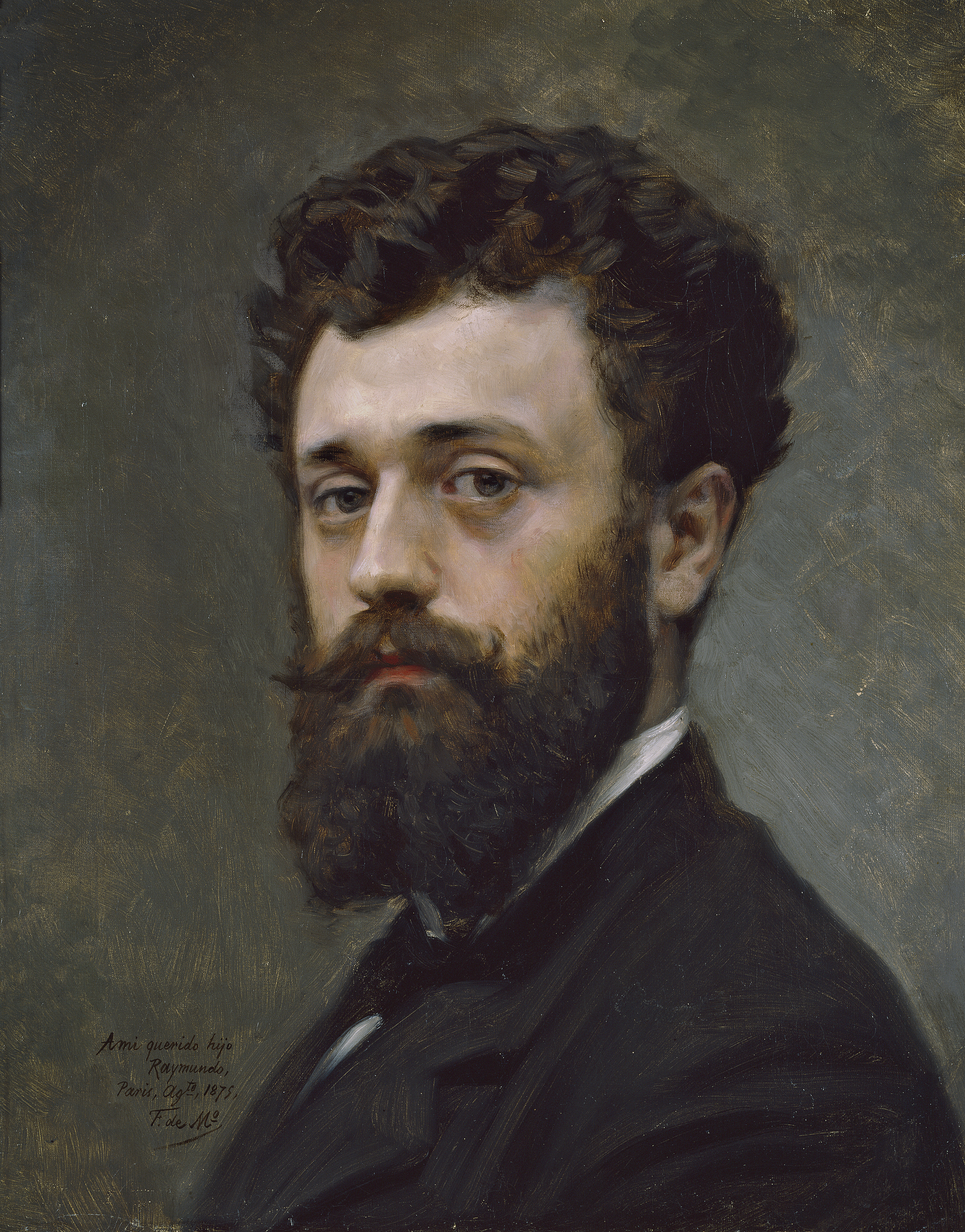
Raimundo de Madrazo.

Raimundo de Madrazo y Garreta, född den 24 juni 1841 i Rom, död den 15 september 1920 i Versailles, var en spansk målare. Han var sonson till José de Madrazo, son till Federico de Madrazo, brorson till Pedro och Luis de Madrazo samt bror till Ricardo de Madrazo.
Madrazo målade med raffinerad färgkänsla och spirituell pensel eleganta damporträtt och genrestycken: Pierrete (i en färgskala från vitt till rosa) och den figurrika Efter maskeradbalen (tidig morgon utanför operan i Paris i med ett vimmel av maskeradfigurer, liksom den föregående på världsutställningen 1878). Före balen finns i Glyptoteket i Köpenhamn. 